# 荀寓
荀寓（?—?），字景伯，曹魏颍川郡颍阴县（今河南省许昌市）人，尚书令荀彧的孙子，御史中丞荀俁的儿子。
荀寓年轻时就在京城洛阳闻名，官至尚书，荀寓与裴楷、王戎、杜默相友善，名见显著。西晋元康四年（294年），大风，太庙宫阙屋瓦有几枚倾落，太常荀寓被晋惠帝免官。

## 子
- 荀羽，在晋朝官至尚书。